# Tazzo
Tazzo is een plaats (frazione) in de Italiaanse gemeente Cascia.

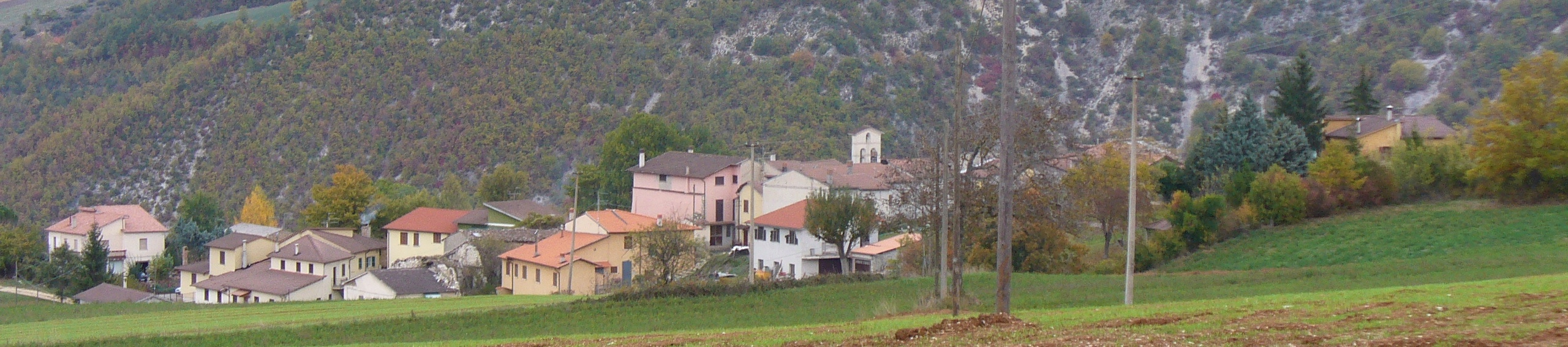
Tazzo